# ويل هيرد
ويل هيرد (بالإنجليزية: Will Heard)‏ هو عازف جاز وكاتب أغاني بريطاني، ولد في 26 أبريل 1993 في لندن في المملكة المتحدة.

## وصلات خارجية
- ويل هيرد على موقع ميوزك برينز (الإنجليزية)
- ويل هيرد على موقع أول ميوزيك (الإنجليزية)
- ويل هيرد على موقع ديسكوغز (الإنجليزية)